# Campeonato Mundial Universitário de Futsal da FISU
O Campeonato Mundial Universitário de Futsal da FISU, ou simplesmente Mundial Universitário de Futsal, é um evento bianual de Futsal organizado pela FISU com a chancela da FIFA. A FISU foi fundada em 1949 como o organismo mundial de controle das organizações universitárias desportivas e tem hoje mais de 150 membros associados em cinco regiões continentais. A modalidade de Futsal foi inserida no leque de eventos da FISU em 1984, no Brasil, retornando apenas seis anos mais tarde ao calendário do WUC. Desde então, ele tem continuamente figurado no programa, crescendo igualmente em tamanho, participação e interesse.

## Histórico
O êxito obtido pela realização no Brasil do 1º Campeonato Mundial de Futebol de Salão, em 1982, animou a Confederação Brasileira de Desportos Universitários (CBDU) a seguir a trilha de sucessos, unificando a regulamentação da modalidade esportiva que estava nascendo e conquistando um recorde de público no Ibirapuera.
Em 1984, então, foi lançado o certame estudantil, que contou com a participação dos principais países da América do Sul, onde a modalidade já estava consolidada, e ainda com a presença de Alemanha, Itália, Espanha e Líbano.
A CBDU não conseguiu um patrocinador. Os recursos para a sua realização foram obtidos por intermédio de “merchandising” de quadra.
| Edição | Ano  | Cidade-sede        | Países Participantes | Atletas Masculinos | Atletas Femininos |
| ------ | ---- | ------------------ | -------------------- | ------------------ | ----------------- |
| 1      | 1984 | São Paulo          | 8                    | 85                 | 0                 |
| 2      | 1990 | Parma              | 8                    | 83                 | 0                 |
| 3      | 1992 | Málaga             | 10                   | 104                | 0                 |
| 4      | 1994 | Nicosia            | 15                   | 161                | 0                 |
| 5      | 1996 | Jyvaskyla          | 16                   | 185                | 0                 |
| 6      | 1998 | Braga              | 14                   | 161                | 0                 |
| 7      | 2000 | João Pessoa        | 11                   | 126                | 0                 |
| 8      | 2002 | Nyiregyhaza        | 12                   | 134                | 0                 |
| 9      | 2004 | Palma de Mallorca  | 16                   | 186                | 0                 |
| 10     | 2006 | Poznan             | 16                   | 182                | 0                 |
| 11     | 2008 | Koper              | 16                   | 182                | 0                 |
| 12     | 2010 | Novi Sad           | 16                   | 187                | 72                |
| 13     | 2012 | Braga              | 14                   | 165                | 59                |
| 14     | 2014 | Málaga             | 19                   | 203                | 104               |
| 15     | 2016 | Goiânia e Anápolis |                      |                    |                   |

### Mundial Feminino
O Mundial Feminino foi disputado pela primeira vez em 2008. Esta foi a única edição que o feminino foi disputado separadamente ao masculino.
| Edição | Ano  | Cidade-sede | Países Participantes | Atletas |
| ------ | ---- | ----------- | -------------------- | ------- |
| 1      | 2008 | Vitória     | 9                    | 102     |

## Campeões
Na história do evento na categoria masculina, seis países ganharam o título: Brasil (5), Rússia (3), Ucrânia (2), Portugal (1), Espanha (1) e Itália (1).
Já no feminino, o Brasil venceu todas as 5 edições disputadas.